# Pertolzhofen
Pertolzhofen ist ein Ortsteil der Gemeinde Niedermurach im Oberpfälzer Landkreis Schwandorf.

## Lage
Der Ort liegt mitten im Naturpark Oberpfälzer Wald an der Murach. An Pertolzhofen führt der Bayerisch-Böhmische Freundschaftsweg (Radwanderweg) vorbei.

## Geschichte

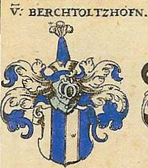
Wappen derer von Pertolzhofen (auch Berchtoldshofen) (Siebmacher, Tafel 80, 1)

Funde belegen eine Besiedelung der Gegend bereits in prähistorischer Zeit. Eine Ortsgründung um 1000 v. u. Z. wird stark vermutet. Die Familienmitglieder derer von Pertolzhofen (Adelsgeschlecht) siedelten sich um 1109 im Tal der Murach an. Überreste der Kirche stammen von 1150. Die zu Beginn des 20. Jahrhunderts erbaute Bahnstrecke brachte wirtschaftliche Veränderungen. Die auf der Bahnstrecke verkehrenden Züge wurden 1944 mehrere Male durch Tiefflieger angegriffen. Im Frühjahr 1945 wurde ein Lazarett nach Pertolzhofen verlegt, am 23. April kapitulierten die Insassen und ergaben sich der US-Armee.
- Siehe auch Schloss Pertolzhofen

## Sehenswürdigkeiten
- Die mobile Kunsthalle in Containerform am bayerisch-böhmischen Freundschaftsweg zeigt rund um die Uhr durch Einblicke Kunstwerke.[1]
- Die romanische Kirche Maria Immaculata, seit 1150, war im Mittelalter Wallfahrtsziel von Kranken aus Bayern und Böhmen.
- Nepomukkapelle
- Künstlerwerkstatt im Zehentstadel

## Verkehr

### Auto
Durch Pertolzhofen führt die Staatsstraße 2159, die die A 93 über Oberviechtach mit Stadlern verbindet. Außerdem enden die Kreisstraße SAD 39 nach Oberkatzbach und die Gemeindeverbindungsstraße nach Wagnern in Pertolzhofen.

### Eisenbahn/Fernradwege
Pertolzhofen liegt  an der ehemaligen Bahnstrecke Nabburg–Schönsee. Diese wurde zum Radweg ausgebaut und dient als Trasse des 90 km langen Bayerisch-Böhmischen Freundschaftsweges, der Nabburg mit Horšovský Týn in Tschechien verbindet.

## Vereine
- 1. FC Pertolzhofen[2]
- Freiwillige Feuerwehr Pertolzhofen[3]
- Edelweisskapelle Pertolzhofen[4]
- RSA Pertolzhofen[5]
- Kunstverein Pertolzhofen[6]

- Schützenverein Schlossfalke Pertolzhofen
- Garten- und Ortsverschönerungsverein Pertolzhofen
- Sechz‘ger Löwen Bertzhof
- Golaner Bertzhof
- Fischereiverein Murachthal

## Söhne und Töchter der Gemeinde
- Willibald Adam (* 24. September 1873 in Pertolzhofen; † 8. März 1935 auf Frauenchiemsee), Abt des Klosters Metten und Gründerabt und Apostolischer Administrator des wiedererrichteten Klosters Niederaltaich
- Josef Hartinger (* 14. September 1893; † 1984), Staatssekretär im Bayerischen Staatsministerium der Justiz. (1958 bis 1966)

## Bilder

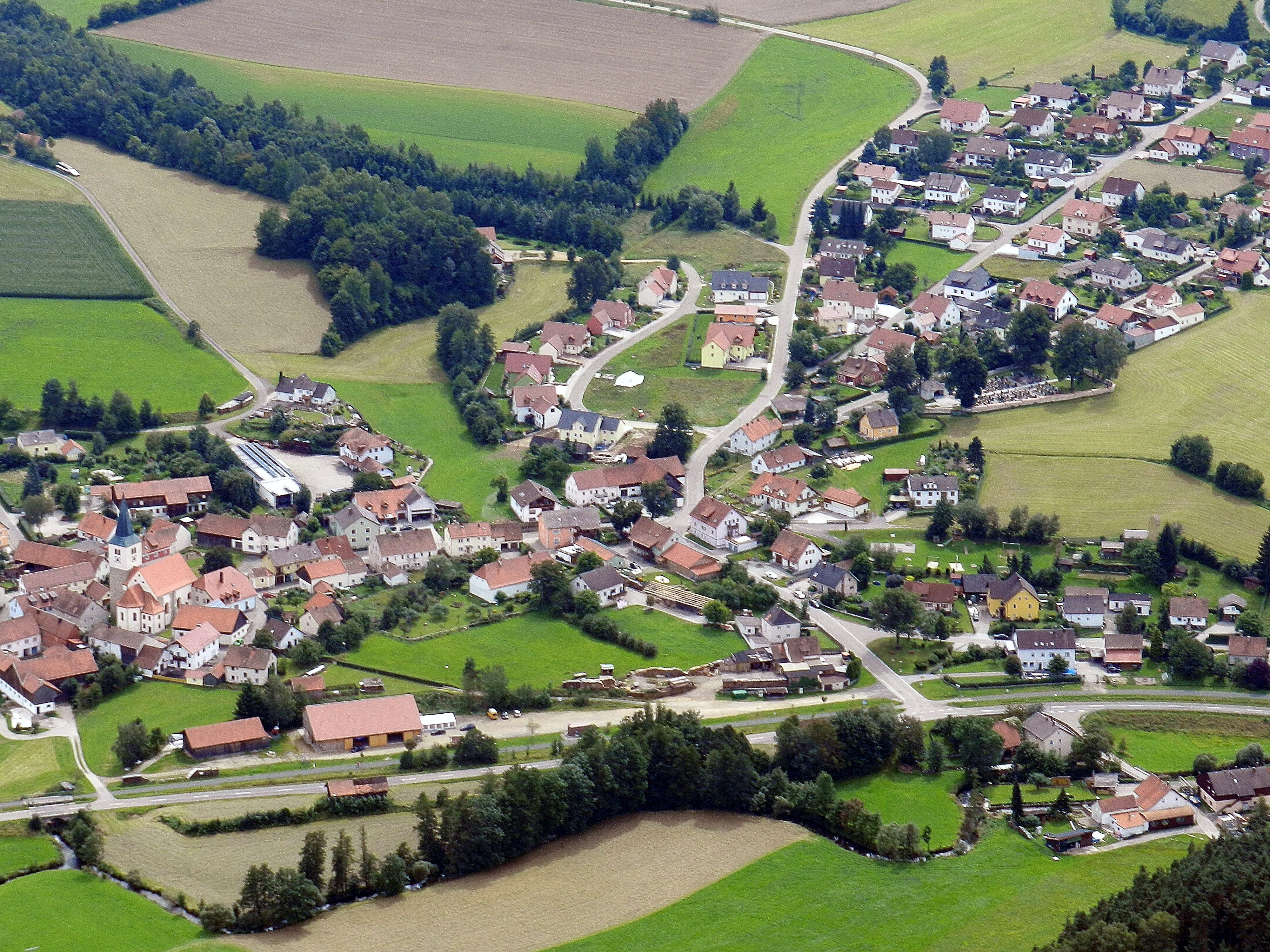
Pertolzhofen (2011)
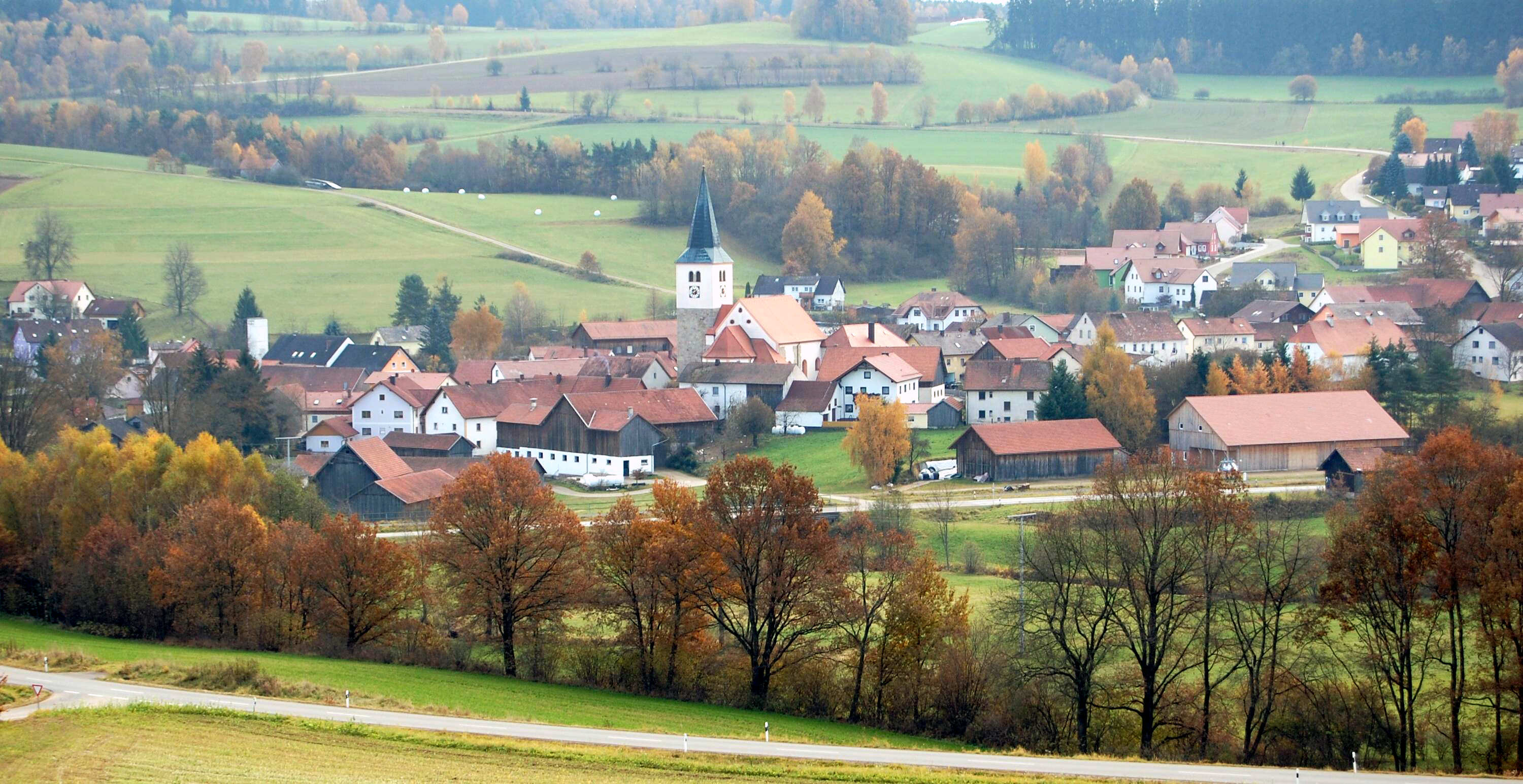
Pertolzhofen mit Kirche St. Marien (2010)
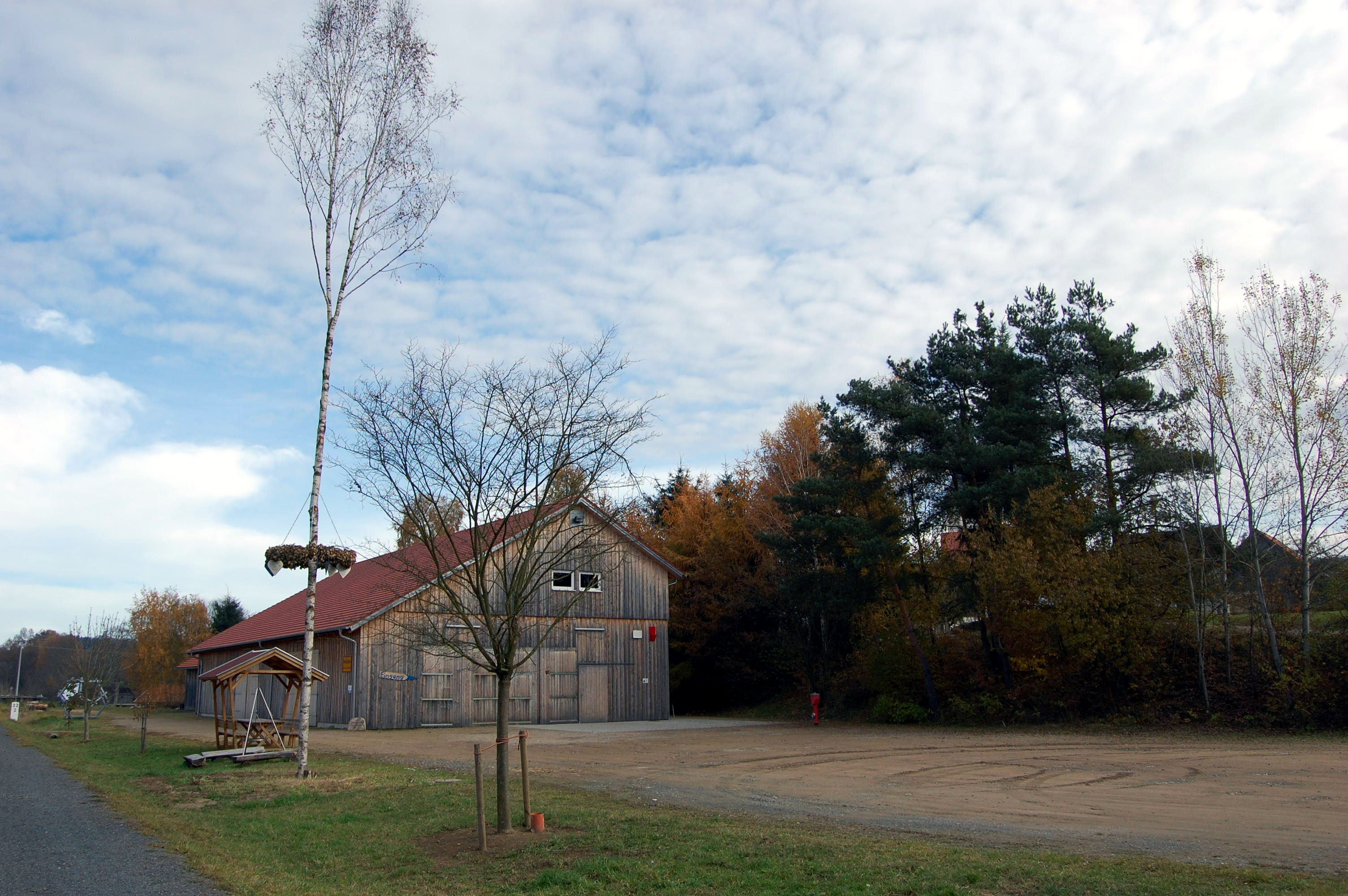
Vereinsheim (2010)